# Santiago Olmo
Santiago Olmo García (Madrid, 1958) es un fotógrafo español, crítico de arte, profesor universitario y comisario de exposiciones de arte contemporáneo. Está especializado en fotografía y arte contemporáneo centroamericano y africano. Desde abril de 2015 es director del Centro Galego de Arte Contemporáneo (CGAC), en Santiago de Compostela.

## Trayectoria profesional
Se licenció en filosofía en la Universidad Complutense de Madrid y completó su formación en literatura, música, práctica artística y formación teórica. Estos conocimientos le han facilitado el entender la problemática del arte contemporáneo de una manera integral , desde la comprensión de los postulados y reivindicaciones de los artistas hasta la gestión en la realización tanto de las obras como del proceso expositivo.
Como crítico de arte ha colaborado con numerosos artistas e instituciones publicando artículos para sus catálogos, además, ha ejercido la crítica independiente en Mallorca, Barcelona, y en revistas especializadas de arte contemporáneo como la revista Artecontexto o la Revista Internacional Lápiz de la que fue editor.
Ha sido el comisario, entre otras muchas exposiciones, de la representación española en la International Graphic Art Biennale of Ljubljana (Eslovenia) en 1993. De la representación española en la XXIV Bienal de Sao Paolo en Brasil en el año 1996, comisario por España de la Triennale de Milán en el año 2001, en el año 2005 fue el comisario de la selección de España en los Rencontres Photographiques Bamako (Mali) y en Kinshasa (RDC) y comisario de la Bienal de Pontevedra en el año 2010 desde llevó a cabo el análisis de los fenómenos de inmigración, mediante exposiciones de artistas centroamericanos y gallegos, además de la XVIII Bienal de Guatemala en el 2012 sobre Centroamérica y el Caribe. Trabajó en el Fondo Fotográfico de la Universidad de Navarra con el fotógrafo Valentín Vallhonrat. De las primeras exposiciones que programó bajo su mandato como director del CGAC  en el año 2016 fueron Proyectos fotográficos, interacciones de Javier Vallhonrat sobre la idea del paisaje; la exposición titulada "Teoría e Práctica do Deserto" del artista mallorquin Antoni Socias de la que fue comisario y la exposición retrospectiva Registros Domesticados en el mismo año 2016, de la artista bilbaína Marisa González.